# Examen artium
Examen artium era a certificação acadêmica na Dinamarca e Noruega, qualificando o aluno para a admissão à universidade. O examen artium foi originalmente introduzido como o vestibular da Universidade de Copenhague em 1630. Essa instituição foi a única universidade da Dinamarca e da Noruega até a Universidade de Oslo em Christiania ser fundada em 1811.
Na Noruega, o examen artium foi formalmente suspenso após a classe de 1982 (mas o termo ainda é usado às vezes).